# Phaonia ommatina
Phaonia ommatina este o specie de muște din genul Phaonia, familia Muscidae, descrisă de Zinovjev în anul 1981. Conform Catalogue of Life specia Phaonia ommatina nu are subspecii cunoscute.